# Ralbitz-Rosenthal
Ralbitz-Rosenthal, sorbisch Ralbicy-Róžantⓘ, ist eine sächsische Gemeinde im Landkreis Bautzen in der Oberlausitz. Sie wurde 1994 aus den Gemeinden Ralbitz und Rosenthal gebildet und liegt etwa 10 km östlich der Stadt Kamenz am Klosterwasser. Im Jahre 2001 waren 85,41 % der Gemeindebevölkerung des Sorbischen mächtig. Die Gemeinde zählt zum Kernsiedlungsgebiet des westslawischen Volkes.

## Geographie
Die Gemeinde befindet sich zwischen den Städten Kamenz und Hoyerswerda entlang des Klosterwassers im sogenannten „Niederland“ (Delany). Etwa ein Drittel der Gemeindefläche ist von Wäldern bedeckt.

### Ortsgliederung
Zu den Ortsteilen gehören (Einwohnerzahlen Stand 31. Dezember 2023):
- Cunnewitz (Konjecy), 286 Einwohner
- Gränze (Hrańca), 49 Einwohner
- Laske (Łazk), 74 Einwohner
- Naußlitz (Nowoslicy), 102 Einwohner
- Neu-Schmerlitz (Bušenka), 1 Einwohner
- Ralbitz (Ralbicy), 329 Einwohner
- Rosenthal (Róžant), 266 Einwohner
- Schmerlitz (Smjerdźaca), 158 Einwohner
- Schönau (Šunow), 259 Einwohner
- Zerna (Sernjany), 211 Einwohner

## Bevölkerung
Laut der Volkszählung von 2011 waren zu diesem Zeitpunkt von 1.733 Einwohnern 1.552 römisch-katholisch (89,6 %), 31 evangelisch (1,8 %) und 149 gehörten einer anderen oder keiner Religionsgemeinschaft an (8,6 %). 2022 lag der Anteil der katholischen Bevölkerung bei 88,9 %.
Bei den Volkszählungen 2011 und 2022 war Ralbitz-Rosenthal die sächsische Gemeinde mit dem niedrigsten Durchschnittsalter (2022: 40,9 Jahre).

## Politik

### Gemeinderat
Der Gemeinderat von Ralbitz-Rosenthal besteht momentan aus zwölf Mitgliedern und tagt in sorbischer Sprache. Die Kommunalwahl am 9. Juni 2024 ergab folgende Stimm- bzw. Sitzverteilung:
| Gemeinderat ab 2024Insgesamt 12 Sitze - Delany: 7 - CDU: 5 | Parteien und Wählergemeinschaften       | 2024   | 2024   |        | 2019   | 2019   | 2014   | 2014   | 2009   | 2009 |
| Gemeinderat ab 2024Insgesamt 12 Sitze - Delany: 7 - CDU: 5 | Parteien und Wählergemeinschaften       | %      | Sitze  | %      | Sitze  | %      | Sitze  | %      | Sitze  |      |
| Gemeinderat ab 2024Insgesamt 12 Sitze - Delany: 7 - CDU: 5 | Freie Wählervereinigung Delany (DELANY) | 61,7   | 7      | 57,0   | 7      | 62,5   | 8      | 59,2   | 7      |      |
| Gemeinderat ab 2024Insgesamt 12 Sitze - Delany: 7 - CDU: 5 | Christlich Demokratische Union (CDU)    | 38,3   | 5      | 43,0   | 5      | 37,5   | 4      | 40,8   | 5      |      |
| Gemeinderat ab 2024Insgesamt 12 Sitze - Delany: 7 - CDU: 5 | Gesamt                                  | 100    | 12     | 100    | 12     | 100    | 12     | 100    | 12     |      |
| Gemeinderat ab 2024Insgesamt 12 Sitze - Delany: 7 - CDU: 5 | Wahlbeteiligung                         | 79,6 % | 79,6 % | 73,3 % | 73,3 % | 62,5 % | 62,5 % | 64,7 % | 64,7 % |      |

### Bürgermeister
Bürgermeister ist seit 2001 Hubertus Rietscher (Hubertus Ryćer).
| Wahl | Bürgermeister      | Vorschlag | Wahlergebnis (in %) |
| ---- | ------------------ | --------- | ------------------- |
| 2022 | Hubertus Rietscher | Rietscher | 64,4                |
| 2015 | Hubertus Rietscher | CDU       | 91,9                |
| 2008 | Hubertus Rietscher | CDU       | 93,5                |
| 2001 | Hubertus Rietscher | CDU       | 85,4                |

## Kultur und Sehenswürdigkeiten

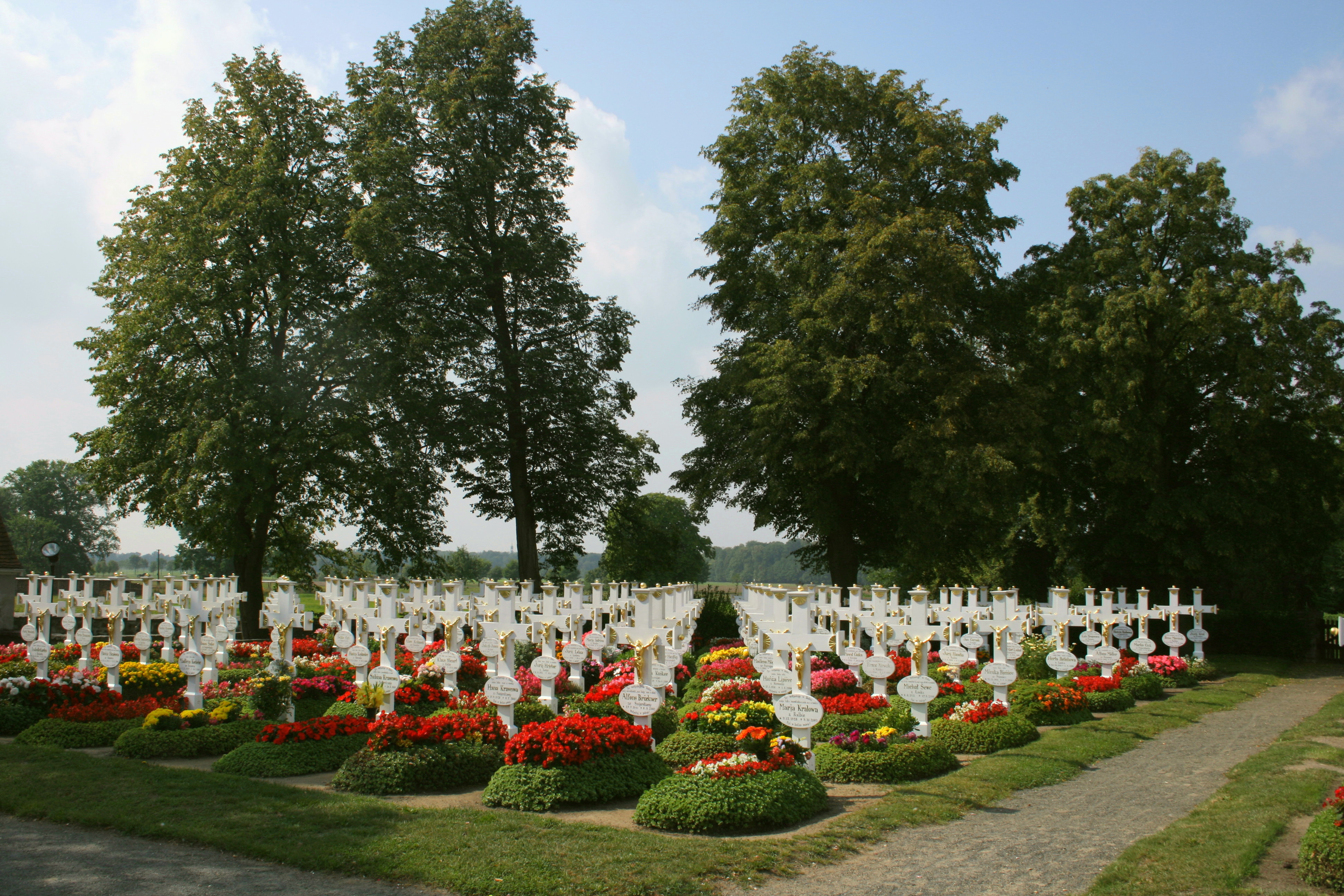
Friedhof in Ralbitz

- Siehe auch: Liste der Kulturdenkmale in Ralbitz-Rosenthal
- Der Gemeindefriedhof um die Dorfkirche in Ralbitz zeichnet sich durch einheitliche weiße, mit goldenem Korpus verzierte Holzkreuze aus. Sie sollen an die Gleichheit vor Gott auch im Tod erinnern.

### Naturschutz
- Das Naturschutzgebiet Lasker Auenwald (Łazkowski niwowy lěs) am Klosterwasser ist als letzter Rest der ursprünglichen Auenvegetation geschützt und sehenswert.
- Siehe auch: Liste der Naturdenkmale in Ralbitz-Rosenthal

## Traditionen
Speziell das Osterreiten erfreut sich hier besonderer Bedeutung. Jedes Jahr aufs Neue reitet die Ralbitzer Prozession in die Nachbargemeinde Wittichenau, um die Frohe Botschaft der Auferstehung Jesu Christi zu verkünden.

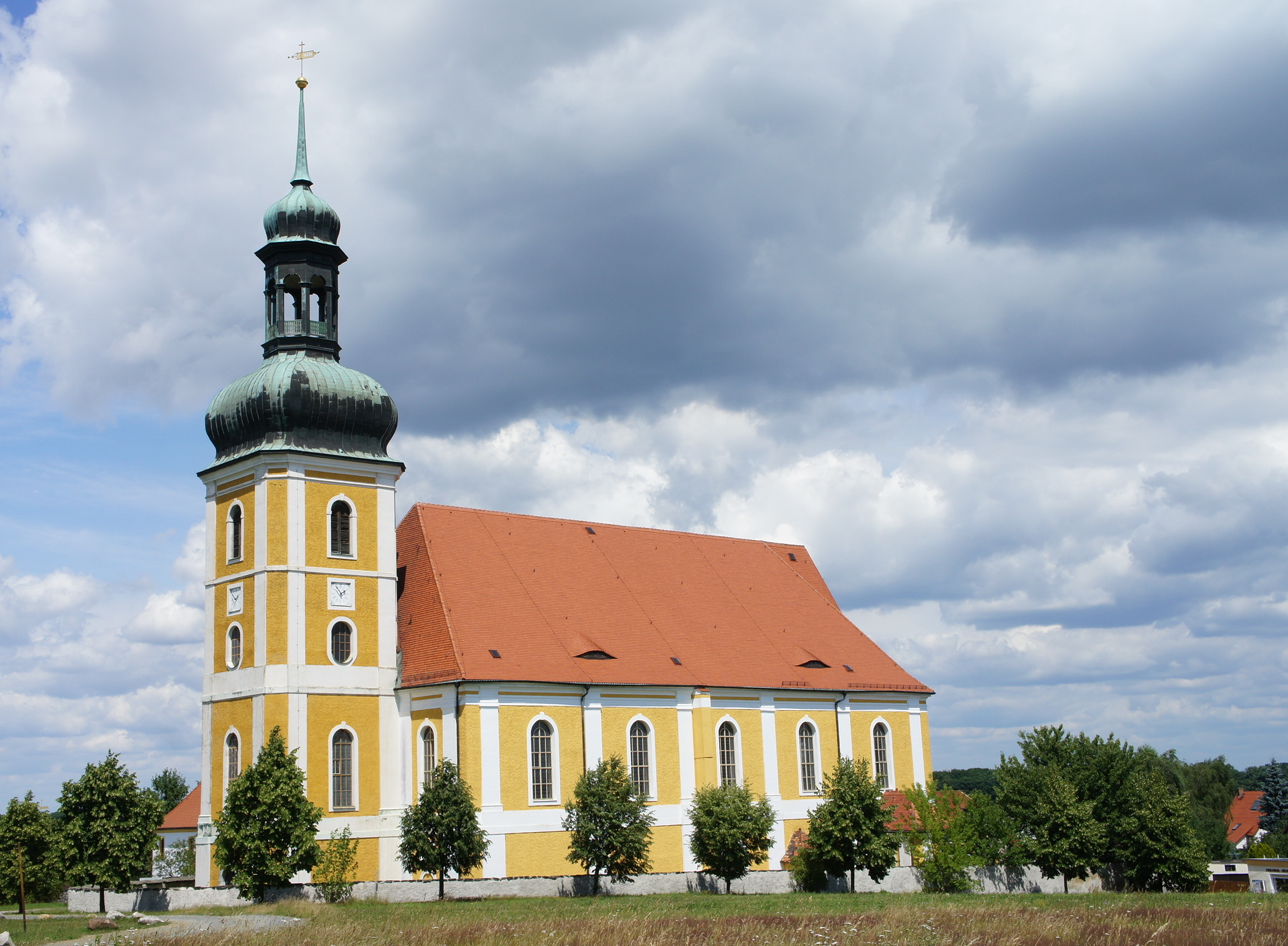
Wallfahrtskirche Rosenthal

Jährlich am 30. April findet das traditionelle Hexenbrennen statt. Am darauffolgenden Tag, dem 1. Mai, wird der Maibaum gestellt, um den sich das ganze Dorf versammelt und Marienlieder singt.

## Wallfahrtsort Rosenthal
→ siehe Hauptartikel Wallfahrtskirche Rosenthal

## Bildung
Die Gemeinde Ralbitz-Rosenthal verfügt über eine sorbische Grund- und Oberschule, die sich in Ralbitz befindet. Letztere ist eine von vier sorbischen Oberschulen in Sachsen.